# Cacopsylla pyri
La psilla comune del pero (Cacopsylla pyri Linnaeus) è un insetto fitofago del pero, appartenente al genere Cacopsylla.

## Descrizione
Gli adulti presentano due biotipologie principali:
- un forma invernale grande (2,6 – 2,9 mm) di colore arancione scuro e nero con ali color fumo
- una forma estiva più piccola (2,1 – 2,7 mm) di colore marrone con ali trasparenti

La forma estiva compare a maggio, mentre quella invernale fa la sua comparsa a settembre con un picco tra la metà di ottobre e novembre. Gli adulti svernano all'interno della corteccia delle piante, periodo durante il quale si verifica la diapausa e si sviluppano gli organi riproduttivi. Lo sviluppo dell'apparato riproduttivo femminile si conclude verso la fine dell'inverno e la deposizione delle uova inizia alla fine di febbraio inizio marzo quando le temperature superano i 10°C.
Le uova si schiudono all'inizio della primavera passando da un color crema-giallastro all'arancione quando raggiungono la maturazione completa. Gli occhi risultano già visibili prima ancora della schiusa. La ninfa emerge spesso nello stesso periodo dell'apertura dei boccioli e attraversa cinque diversi stadi. Nelle prime fasi (1-3) sono colore giallo, mentre nelle fasi 4-5 assumono un colore marrone scuro.

## Biologia
Le larve della specie si nutrono di linfa che raccolgono dai giovani steli e dalle foglie delle piante infestate. La capacità riproduttiva della specie è di 5-7 generazioni l'anno che durante l'estate possono sovrapporsi. La femmina depone tra le 500 e le 600 uova alla volta.

## Distribuzione e habitat
La specie è presente in tutto il mondo. Colonizza le coltivazioni di peri, nello specifico è possibile trovarla sui germogli, le foglie, i rami e, talvolta, anche i frutti.

## Trattamento
La psilla è uno dei parassiti economicamente rilevanti del pero. Le larve causano danni diretti e indiretti a giovani steli e foglie attraverso l'alimentazione riducendo la capacità fotosintetica della pianta, ma permettono anche lo sviluppo di condizioni favorevoli per le malattie poiché vettori di agenti fitopatogeni come la moira.
Le piante infestate possono appassire, imbrunire e morire in poche settimane causando significative perdite economiche. Le strategie per la lotta contro questo parassita sono incentrate principalmente sull'utilizzo di insetticidi chimici con diversi meccanismi d'azione (es. spirotetramat, spirodiclofen e carbossimetilcellulosa-B), ma dato l'alto numero di generazioni controllarla risulta alquanto difficile. La sostanza maggiormente usata per il controllo della specie è l’abamectina che agisce sia per contatto che per ingestione provocando la paralisi. L'abamectina e lo spirotetramat sono però in fase di ritiro dal mercato in Europa.
Poiché la specie sviluppa facilmente la resistenza agli insetticidi e dunque la loro applicazione deve essere fatta al momento giusto, nello specifico quando sulla pianta sono presenti esemplari della seconda generazione. L'utilizzo di insetticidi deve anche essere controllato per evitare ripercussioni sui suoi predatori naturali (fam. Anthocoridae, Chrysopidae, Coccinelidae e Miridae), tra cui quello maggiormente utilizzato è l'Anthocoris nemoralis.
Negli anni si stanno utilizzando sempre di più strategie per la valorizzazione dei predatori naturali. Non è sempre necessario ricorrere a trattamenti specifici poiché le sue pullulazioni possono dipendere da fattori naturali.